# Letsile Tebogo
	Letsile Tebogo (født 7. juni 2003) er botswansk sprinter.
Tebogo debuterede første gang på den internationale scene i en alder af 17 ved World Athletics Relays 2021, der blev afholdt i maj i Chorzów, Polen. I august samme år deltog han ved U/20-VM i atletik 2021 i Nairobi, Kenya, hvor han vandt 100 meter og blev nummer to på 200 meter.
Den 19. februar 2022 satte han som 18-årige ny national rekord i Botswana på 100 m ved de nationale Atletikmesterskaber med en tid på 10,08 sekunder. To måneder senere blev han den første mand fra Botswana til at bryde 10-sekunders barrieren, da han fik en tid på 9,96 sekunder ved Gaborone International Meet, hvilket satte en ny verdensrekord for sprintere under 20 år. Den 15. juli forbedrede han sin rekord yderligere i sit debutløb ved VM i atletik 2022 i Eugene, Oregon, med en tid på 9,94 sekunder. Den følgende måned slog han sin egen rekord igen, idet han løb 9,91 sekunder i finalen ved U/20-VM i atletik 2022 i Cali, Colombia.
Tebogo kvalificerede sig også til Sommer-OL 2024 i Paris, hvor han også nåede finalen. Her deltog han i tre konkurrencer – 100 m, 200 m og 4×400 meter stafetløb. På 200-meteren vandt Tebogo suværent over forhåndsfavoritten amerikaneren Noah Lyles med en tid på 19.46 sekunder d. 9. august 2024. Dette var desuden den første guldmedalje ved de Olympiske lege for Botswana, hvilekt også senere medførte, at den 9. august blev en erklæret helligdag om eftermiddagen i landet, for at fejre hans bedrift.
En dag senere blev han indskiftet i OL-finalen for 4×400 meter stafetløbet, hvor han også sikrede landet en sølvmedalje.